# Nyírmártonfalva
Nyírmártonfalva es un pueblo húngaro perteneciente al distrito de Nyíradony, condado de Hajdú-Bihar.

## Superficie
Cuenta con una superficie de 57,48 km².

## Demografía
Hasta 2024 la población era de 1855 habitantes, con una densidad de población de 32,27 hab/km².
| Gráfica de evolución demográfica de Nyírmártonfalva entre 2020 y 2024 |
|                                                                       |
| Datos según la Oficina Central de Estadística de Hungría.             |